# Rudolf Brückmann
Rudolf Brückmann (* 16. September 1891 in Wald; † 27. Mai 1964 in Solingen) war ein deutscher Beamter, Fabrikant und Politiker der NSDAP.

## Leben und Werdegang
Als Sohn eines evangelischen Kaufmannes wuchs Rudolf Brückmann in der Stadt Wald auf, die 1929 mit Solingen vereinigt wurde. Nach dem Studium der Rechtswissenschaften von 1910 bis 1914 in Jena und Bonn trat Brückmann als Gerichtsreferendar in den Preußischen Justizdienst ein, bevor er bei Ausbruch des Ersten Weltkriegs als Kriegsfreiwilliger einrückte und bis 1918 im Kriegsdienst blieb. 1919 promovierte er zum Dr. jur., schied aber im selben Jahr aus dem Justizdienst aus und ließ sich als Fabrikant in Solingen nieder.
Brückmann trat zum 2. November 1925 in die NSDAP ein (Mitgliedsnummer 21.678). Für die Partei zog er in den Rat der Stadt Solingen ein, legte sein Mandat aber im Mai 1930 nieder. Im Jahr 1933 wurde Brückmann Erster Beigeordneter der Stadt. Als solchem wurden ihm, nach der Versetzung des bisherigen Oberbürgermeisters Helmut Otto im November 1937 nach Düsseldorf, zur kommissarischen Übernahme des dortigen Oberbürgermeisteramtes, dessen Amtsgeschäfte auftragsweise übertragen. Da eine definitive Ernennung nicht erfolgte, war Otto nach seiner Abberufung in Düsseldorf (zum 1. Oktober 1939) formell zwar wieder Oberbürgermeister von Solingen, praktisch übte er diese Stellung jedoch nie mehr aus. Am 5. März 1941 wies Brückmann das Stadtarchiv an, eine „Chronik des gegenwärtigen Krieges“ zu erstellen. Nach der Befreiung Solingens im Jahre 1945 wurde Brückmann seines Amtes enthoben, interniert und in Haft genommen. Ab 1948 betätigte er sich als Vertreter.

## Prozess im Fall Max Leven
1949 wurde gegen Brückmann und drei weitere Angeklagte ein Verfahren wegen Mordes und Verbrechens gegen die Menschlichkeit im Zusammenhang mit der Ermordung des Solinger Redakteurs Max Leven vor dem Schwurgericht des Landgerichts Wuppertal eröffnet. Der bettlägerige Leven war als Kommunist und Jude den ortsansässigen Nationalsozialisten verhasst. In der Reichspogromnacht am 10. November 1938 hatten sich die vier Angeklagten, alle hochrangige Mitglieder der Solinger NSDAP, Zutritt zur Wohnung Levens verschafft, ihn gequält und schließlich durch einen Kopfschuss hingerichtet. Rudolf Brückmann wurde als Oberbürgermeister über den Tathergang und die Beteiligten in Kenntnis gesetzt, ließ diese jedoch unbehelligt. Nach zweitägiger Verhandlung ergingen am 21. Juli 1949 die Urteile: Brückmann wurde freigesprochen, seine Mitangeklagten zu milden Haftstrafen verurteilt.